# Allogalumna superporosa
Allogalumna superporosa är en kvalsterart som beskrevs av Sandór Mahunka 1996. Allogalumna superporosa ingår i släktet Allogalumna och familjen Galumnidae. Inga underarter finns listade i Catalogue of Life.